# Lijst van spelers van New York Red Bulls
Deze lijst omvat voetballers die bij de Amerikaanse voetbalclub New York Red Bulls spelen of gespeeld hebben. De spelers zijn alfabetisch gerangschikt.

## A
- Jorge Acosta
- Joseph Addo
- Jeff Agoos
- Juan Agudelo
- Nelson Akwari
- Chris Albright
- Eric Alexander
- Jozy Altidore
- Guido Alves
- Juan Pablo Ángel
- José Angulo
- Kenny Arena
- Jhonny Arteaga
- David Arvizu
- Stéphane Auvray

## B
- Ramon Bailey
- Medhi Ballouchy
- Brandon Barklage
- Shaun Bartlett
- Michael Behonick
- Dave van den Bergh
- Brian Bliss
- Tenywa Bonseu
- Danleigh Borman
- Jonathan Borrajo
- Terry Boss
- Andrew Boyens
- Michael Bradley
- Branco
- Pablo Brenes
- Eric Brunner
- Edson Buddle

## C
- Sal Caccavale
- Blake Camp
- Peter Canero
- Nicola Caricola
- David Carney
- Albert Celades
- Danny Cepero
- Conor Chinn
- Giorgi Chirgadze
- Ted Chronopoulos
- Mark Chung
- Gabriel Cichero
- Jordan Cila
- Ricardo Clark
- Alex Comas
- Wilman Conde
- Jon Conway
- Kenny Cooper
- Chris Corcoran
- Ramiro Corrales
- Bouna Coundoul
- D. J. Countess
- Sasa Ćurčić

## D
- Austin Da Luz
- Brad Davis
- Dwayne De Rosario
- Eric Denton
- Mamadou Diallo
- Joey DiGiamarino
- Youri Djorkaeff
- Francis Doe
- Roberto Donadoni
- Sascha Donougher
- Tom Dooley
- Alec Dufty
- Mike Duhaney
- Todd Dunivant

## E
- Óscar Echeverry
- Fabián Espíndola

## F
- Gilberto Flores
- Hunter Freeman

## G
- José Galván
- Sergio Galván
- Walter Garcia
- Daniel Garipe
- Eddie Gaven
- John Gilkerson
- Ted Gillen
- Cornell Glen
- Kevin Goldthwaite
- Taylor Graham
- Winston Griffiths
- Amado Guevara

## H
- Jeremy Hall
- Chris Henderson
- Ezra Hendrickson
- Thierry Henry
- Daniel Hernández
- Jason Hernandez
- Corey Hertzog
- Markus Holgersson
- Alex Horwath
- Sacir Hot
- Tim Howard
- Mirsad Huseinovic

## I
- Salou Ibrahim
- Elie Ikangu

## J
- Andrew Jean-Baptiste
- Diego Jiménez
- Carlos Johnson
- Steve Jolley
- Mike Jones
- Miles Joseph
- Andrzej Juskowiak

## K
- Brian Kamler
- Macoumba Kandji
- Matt Kassel
- Stephen Keel
- Chris Konopka
- Dema Kovalenko
- Leonid Krupnik
- Shawn Kuykendall

## L
- Connor Lade
- Manny Lagos
- Alexi Lalas
- Tyler Lassiter
- Jerrod Laventure
- Chris Leitch
- Joel Lindpere
- Mark Lisi
- Lawrence Lozzano

## M
- Hugh MacDonald
- Ryan Maduro
- Mike Magee
- Rafael Márquez
- Clint Mathis
- Lothar Matthäus
- Jimmy Maurer
- Matthew Mbuta
- Dax McCarty
- Ryan Meara
- Chris Megaloudis
- Carlos Mendes
- Tony Meola
- Kevin Mesa
- Roy Miller
- Jaime Moreno
- Michael Murillo
- Roy Myers

## N
- Francis N'Doe
- Brian Nielsen

## O
- Danny O'Rourke
- Ernst Öbster
- Dominic Oduro

## P
- Alfredo Pacheco
- Michael Palacio
- Guðlaugur Pálsson
- Jeff Parke
- Randi Patterson
- Caleb Patterson-Sewell
- Ross Paule
- Marcos Paullo
- Heath Pearce
- Jean Philippe Peguero
- Orlando Perez
- Mike Petke
- Juan Pietravallo
- Eddie Pope

## Q
- Santino Quaranta

## R
- Tab Ramos
- Ante Razov
- Tim Ream
- Tim Regan
- Claudio Reyna
- Kyle Reynish
- Dane Richards
- Marco Rizi
- Carl Robinson
- Luke Rodgers
- Jorge Alberto Rojas
- John Rooney
- Frank Rost
- David Roth
- Tyler Ruthven

## S
- Aurelio Saco-Vértiz
- Wellington Sánchez
- Luke Sassano
- Markus Schopp
- Khano Smith
- Jan Gunnar Solli
- Mike Sorber
- Seth Stammler
- Greg Sutton

## T
- Teemu Tainio
- Carey Talley
- Fabian Taylor
- Tony Tchani
- Zach Thornton
- Jack Traynor

## U
- Siniša Ubiparipović

## V
- Joselito Vaca
- Adolfo Valencia
- Dante Vanzeir
- Marcelo Vega
- Peter Vermes
- Joe Vide
- Petter Villegas
- Jeremy Vuolo

## W
- Jonny Walker
- Anthony Wallace
- Billy Walsh
- Tim Ward
- Ronald Waterreus
- Zach Wells
- Andy Williams
- Richie Williams
- John Wolyniec
- Marvell Wynne

## Z
- Kerry Zavagnin
- Craig Ziadie
- Nick Zimmerman